# Gunild Keetman
Gunild Keetman (Elberfeld, 1904 - Breitbrunn am Chiemsee, 1990) est une musicienne et pédagogue allemande. Elle est collaboratrice et initiatrice, avec le compositeur Carl Orff, Dorothee Günther et Maja Lex, du concept pédagogique Orff-Schulwerk, qui associe la musique, la danse et le mouvement. Elle fut particulièrement active dans les années 1950 en popularisant le concept, en tant que professeur, à plusieurs chaînes radiophoniques et télévisuelles d'Allemagne.
Elle a composé avec Carl Orff de nombreuses œuvres pédagogiques sous l'intitulé Musiques pour enfants et a réalisé des enregistrements de musique pour enfants.
Alberto Fassone, biographe de Carl Orff, écrit : "Orff n'a pas trouvé seulement en elle la collaboratrice idéale à qui confier l'expérimentation des instruments qui élargirent peu à peu le noyau primitif de l'orchestre de son école, mais il put aussi lui confier un devoir qui s'est révélé la mission de sa vie" : l'édition de la Musik für Kinder (Musique pour les enfants).
On lui doit la musique du film La Balade sauvage (Badlands), film de Terrence Malick (1973). On peut y entendre Spielstücke et Gassenhauer extraits de l'œuvre Schulwerk, musica poetica.